# Chen Yansheng
Chen Yansheng (xinès simplificat: 陳雁升, pinyin: Chén Yànshēng; Guangdong, 1970) és un empresari xinès, des del gener de 2016 el president i propietari del Reial Club Deportiu Espanyol de Barcelona en substitució de Joan Collet. És també president i conseller delegat de l'empresa Rastar Group, dedicada a la fabricació de joguines i videojocs, i la qual va comprar l'Espanyol el 2 de novembre de 2015, quan Daniel Sánchez Llibre i Ramon Condal van acordar la venda de gran part del seu paquet accionarial a l'empresa xinesa. També és director executiu de l'Associació Xinesa de Companyies Cotitzades i de vicepresident de la secció de la indústria de la joguina de la Cambra de Comerç de la Xina.